# الویس شنابل
الویس شنابل (انگلیسی: Alois Schnabel; ۲۷ فوریهٔ ۱۹۱۰ – ۲۰ سپتامبر ۱۹۸۲) بازیکن هندبال اهل اتریش بود.